# Language & Communication
Language & Communication ist eine interdisziplinäre Fachzeitschrift mit Peer-Review unter anderem für Linguistik, Psychologie und Philosophie. Sie erscheint zweimonatlich bei Elsevier und veröffentlicht Beiträge in Englisch. Ihr Fokus liegt auf Forschung zu Sprache und Kommunikation.
Der Impact Factor von Language & Communication wurde 2018 auf 1.292 beziffert.